# Intransitivus
Intransitivus – w językach trójdzielnych przypadek podmiotu przy czasowniku nieprzechodnim. Występuje w kontraście z mianownikiem oraz absolutywem.